# 마리메꼬

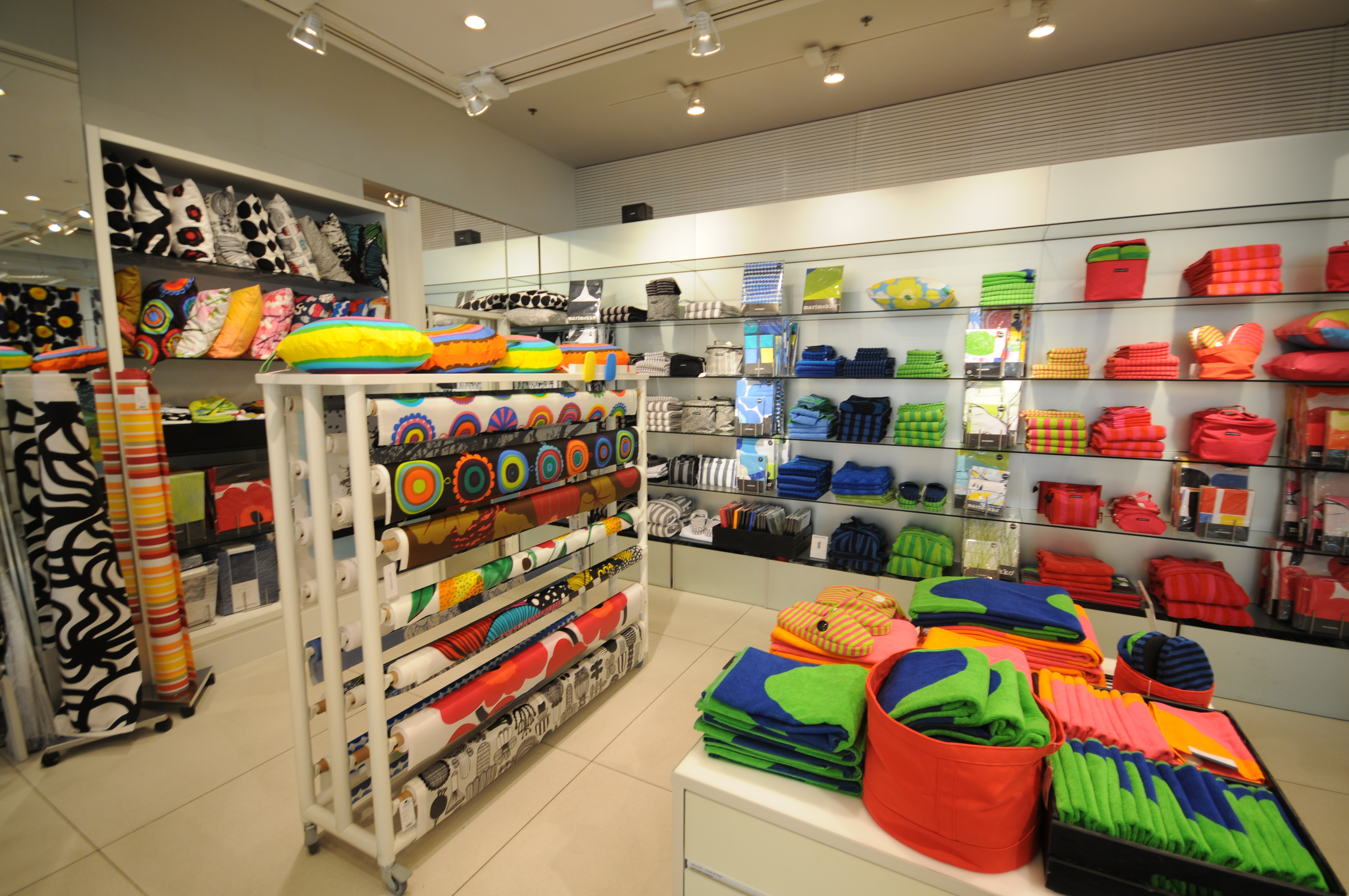
헬싱키의 마리메꼬 상점

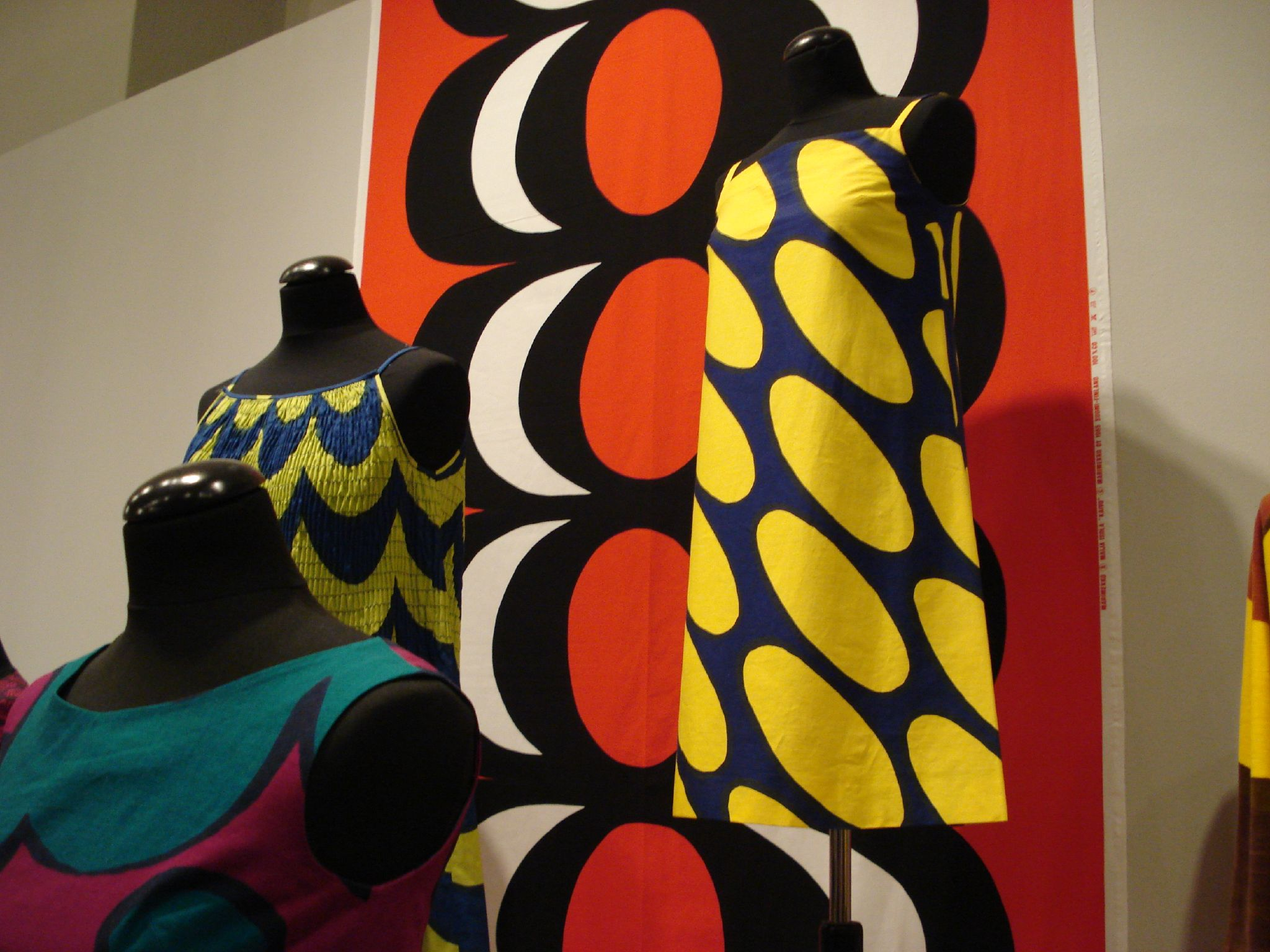
1960년대의 마리메꼬 드레스

마리메꼬(Marimekko)는 핀란드의 직물, 의상, 가정 가구 기업으로, 1951년 헬싱키에서 빌조와 아미 라티아에 의해 설립되었다. 마리메꼬는 1960년대에 패션에 중요한 기여를 하였다. 특히 밝은 색으로 인쇄된 직물과 단순한 스타일로 유명하며 여성 의류와 가정 비품에 사용된다.
공동 설립자 아미 라티아는 사명을 아미(Armi)로 고려하였으나 이미 등록이 된 상태였다. 고향 코이비스토에 있을 당시 사람들에게서 드레스(핀란드어로 메꼬/Mekko)에 관한 이야기를 듣자마자 마리메꼬로 사명을 정하게 되었다.